# Georg Borttscheller
Georg Borttscheller (* 5. Juli 1896 in Frankenthal (Pfalz); † 27. August 1973 in Bremen) war ein deutscher Politiker (FDP) und Journalist.

## Biografie

### Familie, Ausbildung und Beruf
Borttscheller war im Ersten Weltkrieg Leutnant und bis 1921 Berufssoldat (Artillerieoffizier) und machte beim Kadettenchor Abitur und war dann Bankangestellter. Er studierte in den 1920er Jahren Staats- und Rechtswissenschaften an der Ludwig-Maximilians-Universität München und an der Universität Hamburg. Nach den Staatsexamen und der Promotion zum Dr. rer. pol. im Jahr 1925 folgte eine Banklehre und eine Tätigkeit als Assistent am Institut für auswärtige Politik in Hamburg. Hierauf wurde er Leitender Handelsredakteur und 1934 Chefredakteur bei der Weser-Zeitung. Nachdem diese liberale Zeitung 1934 eingestellt werden musste, war er 1935 bis 1939 in der Geschäftsführung des Verkehrsvereins und später als Geschäftsführer der Gesellschaft für Wirtschaftsförderung tätig. Im Zweiten Weltkrieg war er Regimentskommandeur und dann als Oberstleutnant Leiter der Waffen-Prüf-Versuchsabteilung beim Heereswaffenamt des Oberkommandos des Heeres (OKH) in Berlin.
1947 wurde er wissenschaftlicher Mitarbeiter beim bremischen Wirtschaftssenator Harmssen (BDV, FDP) und verantwortete die Denkschrift: Reparationen, Sozialprodukt, Lebensstandard. Danach war er bis 1959 Geschäftsführer der Bremer Gesellschaft für Wirtschaftsforschung. Von 1959 bis 1971 war er Senator für Häfen, Schifffahrt und Verkehr.
Borttscheller ist der Vater des CDU-Politikers und zeitweiligen Innensenators der Freien Hansestadt Bremen Ralf Borttscheller.

### Politik

#### 1930–1945
1930 beteiligte sich Borttscheller als Chefredakteur in seinen Beiträgen in der Weser-Zeitung an der Diskussion über eine Regierungsbeteiligung der NSDAP. Nach Hitlers Rede am 28. November 1930 in Bremen war am Tag darauf in der Zeitung von „einem Lichtstrahl, der in die erschütterten Gefühlstiefen der Menschen fällt …“ zu lesen und in seinem Kommentar „steigerte sich Chefredakteur Borttscheller geradezu in einen Hymnus auf den Redner Hitler, den er als zutiefst gütigen Menschen bezeichnete …“
Er beantragte am 30. Juni 1937 die Aufnahme in die NSDAP und wurde rückwirkend zum 1. Mai desselben Jahres aufgenommen (Mitgliedsnummer 5.631.377), zudem war er von Juni 1934 – August 1939 SA-Reserve, seit 1937 Rottenführer und außerdem Mitglied des NS-Reichskriegerbundes (da er vorher im Stahlhelm war, dessen Mitglieder wurden automatisch überführt).
Borttscheller war in seinen Funktionen als Geschäftsführer des Verkehrsvereins und später der Gesellschaft für Wirtschaftsförderung seitens der Stadt Bremen maßgeblich an der Gründung der Zeitschrift Der Schlüssel beteiligt, die von 1936 bis 1943 im Bremer Hauschild Verlag erschien, und in der er selbst zur Feder griff und in eindeutiger Parteinahme die völkische Geschichtsschreibung der NSDAP forcierte, in dem er u. a. die „Judenfreiheit der Stadt“ rühmte. Der Historiker Jörn Brinkhus fasst in seiner Untersuchung über das Zusammenspiel von Wirtschaftsjournalismus, NS-Propaganda und Geschichtskultur am Beispiel der Bremer Zeitschrift „Der Schlüssel“ Borttschellers Beiträge zusammen: Das Spektrum Borttschellers Parteinahme für das NS-Regime reiche „über antisemitische Ausfälle“ bis hin zu „Polemiken gegen die außenpolitischen Opponenten des Dritten Reichs“.
Entnazifizierung: 1948 wurde er in Bielefeld als Mitläufer entnazifiziert. Er hatte Brackwede bei Bielefeld als Wohnsitz angeben und wurde somit statt in der amerikanischen in der englischen Zone entnazifiziert.

#### Mitgliedschaft in der FDP und Bremer Senator
Nach dem Zweiten Weltkrieg trat Borttscheller in die Bremer Demokratische Volkspartei (BVP) ein, die später in der FDP aufging und war Landesvorsitzender der FDP in den 1950er Jahren. Im Richtungsstreit der Bundes-FDP wandte er sich gegen die Bestrebungen der konservativen Landesverbände, jede Koalition mit der SPD auszuschließen, indem er darauf hinwies, dass man in der Freien Hansestadt Bremen dann statt der SPD die Sozialistische Reichspartei an der Regierung beteiligen müsse.
Borttscheller war Mitglied der Bremischen Bürgerschaft vom 17. Oktober 1951 bis 21. Dezember 1959 und dort als Nachfolger von Heinz-Georg Rehberg von 1954 bis 1959 Fraktionsführer der FDP-Fraktion. Sein Nachfolger in diesem Amt war Werner Ehrich.
Vom Dezember 1959 bis 2. Juni 1971 war er als Nachfolger von Jules Eberhard Noltenius (CDU) Senator für Häfen, Schifffahrt und Verkehr im Senat unter Führung von Wilhelm Kaisen (SPD) und zuletzt von Hans Koschnick (SPD). Während seiner Zeit als Hafensenator machte er sich besonders um den Auf- und Ausbau des Containerverkehrs verdient und wurde deshalb auch humorvoll „Containerschorsche“ genannt. Der Hafen Links der Weser in Bremen wurde in seiner Senatorenzeit gebaut.
Zusammen mit den FDP-Senatoren Ulrich Graf und Rolf Speckmann schied er 1971 wegen der erheblichen politischen Differenzen über die Gründung der Universität Bremen aus dem Senat aus. Hafensenator wurde danach Oswald Brinkmann (SPD).

### Mitgliedschaften, Ehrungen
- Von 1951 bis 1967 war er Präsident der Bremer Eiswette.[4]
- Nach ihm wurde die Senator-Borttscheller-Straße in Woltmershausen in unmittelbarer Nähe des Containerterminals benannt sowie die
- Senator-Borttscheller-Straße in 27568 Bremerhaven[9]

## Schriften
- Die Deutsche Freihafenbewegung der Nachkriegszeit. Universität Hamburg, Rechts- und staatswissenschaftliche Dissertation, Hamburg 1925.
- Bremen, mein Kompaß. „Schön war's“. Hauschild, Bremen 1973.